# Prima guerra di 'ndrangheta
La prima guerra di 'ndrangheta fu uno scontro generazionale che vide coinvolte molte famiglie 'ndranghetiste della provincia di Reggio Calabria. La guerra si colloca temporalmente a metà degli anni 70, tra il 1974 e il 1977, e causò oltre 200 omicidi, ferimenti e vari attentati. Caddero i vecchi boss a favore delle nuove leve che volevano aprire le porte della 'ndrangheta a nuove e più remunerative attività criminali (in primis il traffico di droga).

## Storia
Prima della guerra di 'ndrangheta, l'organizzazione criminale era agro-pastorale, si occupava di guardiania, abigeato, mercato del lavoro (caporalato), contrabbando di sigarette, pizzo e da poco aveva cominciato a infiltrarsi negli appalti pubblici; capo indiscusso di questa antica ndrangheta era Don Antonio Macrì, che aveva il suo quartier generale nella Locride, amico di Luciano Liggio, dei Greco di Ciaculli e di don Michele Navarra di Corleone. Insieme a Macrì come vecchi boss c'erano anche don Mico Tripodo di Reggio Calabria e Don Mommo Piromalli di Gioia Tauro ma mentre i primi due erano contrari ai sequestri di persona e ad accordi con il mondo politico e istituzionale il Piromalli sosteneva che la 'ndrangheta non poteva andare contro lo stato ma anzi doveva andare a braccetto con le istituzioni, come avevano fatto i siciliani entrando nelle logge massoniche;(specie per gli enormi profitti che si potevano ricavare dalla costruzione di grandi infrastrutture come il Porto di Gioia Tauro, il Quinto centro siderurgico di Gioia Tauro, l'Autostrada A3 – ora Autostrada A2 – Napoli-Reggio Calabria) la posizione di Piromalli venne appoggiata dalle nuove leve, come i De Stefano di Reggio Calabria, ma anche dai Mammoliti di Oppido Mamertina e Castellace, gli Strangio di San Luca, i Barbaro di Platì, i Ietto di Natile di Careri; si ruppero quindi i vecchi equilibri all'interno dell'organizzazione criminale e presero forma due schieramenti tra loro contrapposti: da un lato la vecchia guardia con a capo Don Antonio Macrì e Don Mico Tripodo, dall'altra la nuova 'ndrangheta capeggiata da Don Mommo Piromalli e dai De Stefano.

### Inizio della guerra
I De Stefano scalpitavano per emergere nel panorama 'ndranghetista e vedevano la presenza di don Mico Tripodo a Reggio Calabria come un freno alla loro crescita criminale. Don Antonio Macrì si propose di fare da mediatore tra il Tripodo e i De Stefano; questa, però, era solo una strategia del vecchio boss, e il 24 novembre del 1974 un commando fece irruzione nel bar Roof Garden sul lungomare di Reggio Calabria uccidendo Giovanni De Stefano e ferendo Giorgio De Stefano capo della 'ndrina; l'anno seguente, esattamente il 20 gennaio 1975, viene ucciso da un commando don Antonio Macrì, che aveva appena finito di giocare a bocce a Siderno. I killer erano spietati, a volto scoperto, spararono ben due colpi di grazia (al petto e alla testa). Ferirono anche il guardaspalle del padrino di Siderno Francesco Commisso. Fu il pentito Giacomo Lauro a ricostruire l'omicidio, dichiarando che gli esecutori materiali dell'omicidio furono Pasquale Condello e Giovanni Saraceno, mentre i mandanti furono Paolo De Stefano, Vincenzo, Giuseppe e Francesco Mazzaferro, Giuseppe e Nicola Cataldo.

### Fine
Restava da eliminare solo il vecchio boss don Mico Tripodo che frenava le mire espansionistiche dei De Stefano. Il capoclan Tripodo venne ucciso il 26 agosto 1976 dentro il carcere di Poggioreale in Campania da "soldati" della nuova camorra organizzata di Raffaele Cutolo; quest'ultimo fu pagato 100 milioni di lire dai De Stefano per far assassinare il vecchio boss di Reggio Calabria. Tale episodio segnò la fine del conflitto e la vittoria dello schieramento dei De Stefano nella città di Reggio Calabria. In provincia ci fu la vittoria dei Piromalli e Mammoliti nella Piana di Gioia Tauro e dei Cataldo e Mazzaferro nella Locride tutte 'ndrine che avevano spinto per l'abbattimento della vecchia 'ndrangheta e l'apertura al "nuovo". Il 1º aprile 1977 avvenne l'eccidio di Razzà in cui persero la vita due carabinieri e due membri della ndrina Avignone, legati ai Piromalli poiché i militari scoprirono un summit tra 'ndranghetisti per, secondo le indagini, spartirsi i territori dopo la guerra o per organizzare un sequestro.

## Nuove attività illecite e nuovi assetti
Gli anni '70 rappresentano dunque uno spartiacque per la 'ndrangheta, l'organizzazione entra in una nuova fase che la porterà a diventare ciò che è oggi: una holding criminale; entra nel mondo politico, finanziario, istituzionale, imprenditoriale; In particolare molto importante è in quel periodo la creazione della Santa che è un grado di vertice all'interno della 'ndrangheta e coloro che ne fanno parte possono, a differenza del passato, intrattenere contatti anche con chi ha giurato per altri corpi (polizia, magistratura, politici, massoneria), uno dei primi santisti fu Don Mommo Piromalli uscito principale vincitore assieme ai De Stefano dalla prima guerra di 'ndrangheta. Anche il traffico di droga diventa sempre più imponente facendo lievitare vertiginosamente il patrimonio delle consorterie criminali. Ma le 'ndrine nonostante il nuovo corso non abbandoneranno mai gli aspetti arcaici della vecchia 'ndrangheta come i codici, i riti, i simboli e non lasceranno mai il territorio d'origine nonostante ormai siano diventate grosse multinazionali del crimine.

## Uccisione di Giorgio De Stefano
Il vero e proprio atto finale della prima guerra di 'ndrangheta fu l'uccisione del capo dei De Stefano Giorgio De Stefano (boss che intratteneva rapporti con la malavita a livello nazionale, con il mondo dell'eversione nera, infatti giocò un ruolo nei Moti di Reggio del 1970) venne freddato per evitare che diventasse il capo supremo a danno delle altre 'ndrine (a decretarne l'eliminazione furono le cosche Piromalli e Mammoliti). Fu attirato in una trappola ad un summit di 'ndrangheta a Santo Stefano in Aspromonte il 7 novembre 1977, ad assassinarlo fu Giuseppe Suraci e la testa di Suraci venne portata letteralmente su un piatto d'argento al nuovo capo dei De Stefano Paolo De Stefano per placare le sue ire.